# 2018-as labdarúgó-világbajnokság (G csoport)
A 2018-as labdarúgó-világbajnokság G csoportjának mérkőzéseit 2018. június 18-tól 28-ig játsszák. A csoportban Belgium, Panama, Tunézia és Anglia szerepel. A csoportból Belgium és Anglia jutott tovább.

## Tabella
| Hely. | Csapat  | M | Gy | D | V | G+ | G– | Gk | P | Továbbjutás                                |
| ----- | ------- | - | -- | - | - | -- | -- | -- | - | ------------------------------------------ |
| 1.    | Belgium | 3 | 3  | 0 | 0 | 9  | 2  | +7 | 9 | Továbbjutott az egyenes kieséses szakaszba |
| 2.    | Anglia  | 3 | 2  | 0 | 1 | 8  | 3  | +5 | 6 | Továbbjutott az egyenes kieséses szakaszba |
| 3.    | Tunézia | 3 | 1  | 0 | 2 | 5  | 8  | −3 | 3 |                                            |
| 4.    | Panama  | 3 | 0  | 0 | 3 | 2  | 11 | −9 | 0 |                                            |

## Mérkőzések
Az időpontok helyi idő szerint, a zárójelben magyar idő szerint értendők.
Használt rövidítések (magyar rövidítés – angol rövidítés – poszt):
| - KA – GK – kapus - V – DF – hátvéd - S – SW – söprögető - JV – RB – jobb oldali védő - KV – CB – középső védő - BV – LB – bal oldali védő - JSZV – RWB – jobb szélső védő - BSZV – LWB – bal szélső védő | - KP – MF – középpályás - VKP – DM – védekező középpályás - BKP – LM – bal oldali középpályás - KKP – CM – középső középpályás - JKP – RM – jobb oldali középpályás | - JSZ – RW – jobb szélső - BSZ – LW – bal szélső - TKP – AM – támadó középpályás | - CS – ST, FW – csatár - JCS – RF – jobb oldali csatár - KCS – CF – középső csatár - BCS – LF – bal oldali csatár |

### Belgium – Panama
| 2018. június 18. 18:00 (17:00) |

| Belgium                    | 3–0               | Panama |
| -------------------------- | ----------------- | ------ |
| Mertens 47' Lukaku 69' 75' | (0–0) Jegyzőkönyv |        |

| Olimpiai Stadion, Szocsi Nézőszám: 43 257 Játékvezető: Janny Sikazwe (zambiai) |

| Belgium | Panama |

| KA                   | 1  | Thibaut Courtois  |     |     |
| KV                   | 2  | Toby Alderweireld |     |     |
| KV                   | 20 | Dedryck Boyata    |     |     |
| KV                   | 5  | Jan Vertonghen    | 59' |     |
| JKP                  | 15 | Thomas Meunier    | 14' |     |
| KKP                  | 7  | Kevin De Bruyne   | 88' |     |
| KKP                  | 6  | Axel Witsel       |     | 90' |
| BKP                  | 11 | Yannick Carrasco  |     | 74' |
| JSZ                  | 14 | Dries Mertens     |     | 83' |
| BSZ                  | 10 | Eden Hazard (csk) |     |     |
| KCS                  | 9  | Romelu Lukaku     |     |     |
| Cserék:              |    |                   |     |     |
| KP                   | 19 | Mousa Dembélé     |     | 74' |
| KP                   | 16 | Thorgan Hazard    |     | 83' |
| KP                   | 22 | Nacer Chadli      |     | 90' |
| Szövetségi kapitány: |    |                   |     |     |
| Roberto Martínez     |    |                   |     |     |

| KA                   | 1  | Jaime Penedo         |       |     |
| JV                   | 2  | Michael Amir Murillo | 51'   |     |
| KV                   | 5  | Román Torres (csk)   |       |     |
| KV                   | 4  | Fidel Escobar        |       |     |
| BV                   | 15 | Erick Davis          | 18'   |     |
| DM                   | 6  | Gabriel Gómez        |       |     |
| KKP                  | 11 | Armando Cooper       | 49'   |     |
| KKP                  | 20 | Aníbal Godoy         | 57'   |     |
| JSZ                  | 8  | Édgar Bárcenas       | 45+2' | 63' |
| BSZ                  | 21 | José Luis Rodríguez  |       | 63' |
| KCS                  | 7  | Blas Pérez           |       | 73' |
| Cserék:              |    |                      |       |     |
| CS                   | 9  | Gabriel Torres       |       | 63' |
| CS                   | 10 | Ismael Díaz          |       | 63' |
| CS                   | 18 | Luis Tejada          |       | 73' |
| Szövetségi kapitány: |    |                      |       |     |
| Hernán Darío Gómez   |    |                      |       |     |

| A mérkőzés játékosa: Romelu Lukaku (Belgium) Asszisztensek: Jerson Dos Santos (angolai) Zakhele Siwela (dél-afrikai) Negyedik játékvezető: Szató Rjúdzsi (japán) Ötödik játékvezető: Szagara Tóru (japán) Videóbíró: Bastian Dankert (német) Videóbíró-asszisztens: Felix Zwayer (német) Sander van Roekel (holland) Danny Makkelie (holland) |

### Tunézia – Anglia
| 2018. június 18. 21:00 (20:00) |

| Tunézia               | 1–2               | Anglia         |
| --------------------- | ----------------- | -------------- |
| Szászí 35' (11-esből) | (1–1) Jegyzőkönyv | Kane 11' 90+1' |

| Volgográd Aréna, Volgográd Nézőszám: 41 064 Játékvezető: Wilmar Roldán (kolumbiai) |

| Tunézia | Anglia |

| KA                   | 22 | Mouez Hassen            |  | 16' |
| JV                   | 11 | Dylan Bronn             |  |     |
| KV                   | 2  | Szíám Ben Júszef        |  |     |
| KV                   | 4  | Yassine Meriah          |  |     |
| BV                   | 12 | Alí Malúl               |  |     |
| KKP                  | 13 | Ferdzsání Szászí        |  |     |
| KKP                  | 17 | Iljász esz-Szhírí       |  |     |
| KKP                  | 9  | Anice Badri             |  |     |
| JCS                  | 8  | Fakhreddine Ben Youssef |  |     |
| KCS                  | 10 | Vahbí Hazrí (csk)       |  | 85' |
| BCS                  | 23 | Naïm Sliti              |  | 74' |
| Cserék:              |    |                         |  |     |
| KA                   | 1  | Fárúk Ben Musztafí      |  | 16' |
| KP                   | 14 | Mohamed Amine Ben Amor  |  | 74' |
| CS                   | 19 | Saber Khalifa           |  | 85' |
| Szövetségi kapitány: |    |                         |  |     |
| Nabil Maaloul        |    |                         |  |     |

| KA                   | 1  | Jordan Pickford    |     |       |
| KV                   | 2  | Kyle Walker        | 33' |       |
| KV                   | 5  | John Stones        |     |       |
| KV                   | 6  | Harry Maguire      |     |       |
| VKP                  | 8  | Jordan Henderson   |     |       |
| KKP                  | 20 | Dele Alli          |     | 80'   |
| KKP                  | 7  | Jesse Lingard      |     | 90+3' |
| JKP                  | 12 | Kieran Trippier    |     |       |
| BKP                  | 18 | Ashley Young       |     |       |
| KCS                  | 10 | Raheem Sterling    |     | 68'   |
| KCS                  | 9  | Harry Kane (csk)   |     |       |
| Cserék:              |    |                    |     |       |
| CS                   | 19 | Marcus Rashford    |     | 68'   |
| KP                   | 21 | Ruben Loftus-Cheek |     | 80'   |
| KP                   | 4  | Eric Dier          |     | 90+3' |
| Szövetségi kapitány: |    |                    |     |       |
| Gareth Southgate     |    |                    |     |       |

| A mérkőzés játékosa: Harry Kane (Anglia) Asszisztensek: Alexander Guzmán (kolumbiai) Cristian de la Cruz (kolumbiai) Negyedik játékvezető: Ricardo Montero (Costa Rica-i) Ötödik játékvezető: Hiroshi Yamauchi (japán) Videóbíró: Sandro Ricci (brazil) Videóbíró-asszisztens: Gery Vargas (bolíviai) Emerson de Carvalho (brazil) Tiago Martins (portugál) |

### Belgium – Tunézia
| 2018. június 23. 15:00 (14:00) |

| Belgium                                                 | 5–2               | Tunézia               |
| ------------------------------------------------------- | ----------------- | --------------------- |
| Hazard 6' (11-esből) 51' Lukaku 16' 45+3' Batshuayi 90' | (3–1) Jegyzőkönyv | Bronn 18' Hazrí 90+3' |

| Otkrityije Aréna, Moszkva Nézőszám: 44 190 Játékvezető: Jair Marrufo (amerikai) |

| Belgium | Tunézia |

| KA                   | 1  | Thibaut Courtois  |  |     |
| KV                   | 2  | Toby Alderweireld |  |     |
| KV                   | 20 | Dedryck Boyata    |  |     |
| KV                   | 5  | Jan Vertonghen    |  |     |
| JKP                  | 15 | Thomas Meunier    |  |     |
| KKP                  | 7  | Kevin De Bruyne   |  |     |
| KKP                  | 6  | Axel Witsel       |  |     |
| BKP                  | 11 | Yannick Carrasco  |  |     |
| JCS                  | 14 | Dries Mertens     |  | 86' |
| KCS                  | 9  | Romelu Lukaku     |  | 59' |
| BCS                  | 10 | Eden Hazard (csk) |  | 68' |
| Cserék:              |    |                   |  |     |
| KP                   | 8  | Marouane Fellaini |  | 59' |
| CS                   | 21 | Michy Batshuayi   |  | 68' |
| KP                   | 17 | Youri Tielemans   |  | 86' |
| Szövetségi kapitány: |    |                   |  |     |
| Roberto Martínez     |    |                   |  |     |

| KA                   | 1  | Fárúk Ben Musztafí      |     |     |
| JV                   | 11 | Dylan Bronn             |     | 24' |
| KV                   | 2  | Szíám Ben Júszef        |     | 41' |
| KV                   | 4  | Yassine Meriah          |     |     |
| BV                   | 12 | Alí Malúl               |     |     |
| KKP                  | 7  | Saîf-Eddine Khaoui      |     |     |
| KKP                  | 17 | Iljász esz-Szhírí       |     |     |
| KKP                  | 13 | Ferdzsání Szászí        | 14' | 59' |
| JCS                  | 8  | Fakhreddine Ben Youssef |     |     |
| KCS                  | 10 | Vahbí Hazrí (csk)       |     |     |
| BCS                  | 9  | Anice Badri             |     |     |
| Cserék:              |    |                         |     |     |
| V                    | 21 | Hamdi Nagguez           |     | 24' |
| V                    | 3  | Yohan Benalouane        |     | 41' |
| CS                   | 23 | Naïm Sliti              |     | 59' |
| Szövetségi kapitány: |    |                         |     |     |
| Nabil Maaloul        |    |                         |     |     |

| A mérkőzés játékosa: Eden Hazard (Belgium) Asszisztensek: Corey Rockwell (amerikai) Juan Zumba (salvadori) Negyedik játékvezető: Andrés Cunha (uruguayi) Ötödik játékvezető: Nicolás Tarán (uruguayi) Videóbíró: Mark Geiger (amerikai) Videóbíró-asszisztens: Bastian Dankert (német) Joe Fletcher (kanadai) Felix Zwayer (német) |

### Anglia – Panama
| 2018. június 24. 15:00 (14:00) |

| Anglia                                                             | 6–1               | Panama    |
| ------------------------------------------------------------------ | ----------------- | --------- |
| Stones 8' 40' Kane 22' (11-esből) 45+1' (11-esből) 62' Lingard 36' | (5–0) Jegyzőkönyv | Baloy 78' |

| Nyizsnyij Novgorod Stadion, Nyizsnyij Novgorod Nézőszám: 43 319 Játékvezető: Gihád Grísa (egyiptomi) |

| Anglia | Panama |

| KA                   | 1  | Jordan Pickford    |     |     |
| KV                   | 2  | Kyle Walker        |     |     |
| KV                   | 5  | John Stones        |     |     |
| KV                   | 6  | Harry Maguire      |     |     |
| VKP                  | 8  | Jordan Henderson   |     |     |
| KKP                  | 21 | Ruben Loftus-Cheek | 24' |     |
| KKP                  | 7  | Jesse Lingard      |     | 63' |
| JKP                  | 12 | Kieran Trippier    |     | 70' |
| BKP                  | 18 | Ashley Young       |     |     |
| KCS                  | 10 | Raheem Sterling    |     |     |
| KCS                  | 9  | Harry Kane (csk)   |     | 63' |
| Cserék:              |    |                    |     |     |
| CS                   | 11 | Jamie Vardy        |     | 63' |
| V                    | 17 | Fabian Delph       |     | 63' |
| V                    | 3  | Danny Rose         |     | 70' |
| Szövetségi kapitány: |    |                    |     |     |
| Gareth Southgate     |    |                    |     |     |

| KA                   | 1  | Jaime Penedo         |     |     |
| JV                   | 2  | Michael Amir Murillo | 72' |     |
| KV                   | 5  | Román Torres (csk)   |     |     |
| KV                   | 4  | Fidel Escobar        | 44' |     |
| BV                   | 15 | Erick Davis          |     |     |
| VKP                  | 6  | Gabriel Gómez        |     | 69' |
| KKP                  | 11 | Armando Cooper       | 10' |     |
| KKP                  | 20 | Aníbal Godoy         |     | 62' |
| JSZ                  | 8  | Édgar Bárcenas       |     | 69' |
| BSZ                  | 21 | José Luis Rodríguez  |     |     |
| KCS                  | 7  | Blas Pérez           |     |     |
| Cserék:              |    |                      |     |     |
| KP                   | 19 | Ricardo Ávila        |     | 62' |
| CS                   | 16 | Abdiel Arroyo        |     | 69' |
| V                    | 23 | Felipe Baloy         |     | 69' |
| Szövetségi kapitány: |    |                      |     |     |
| Hernán Darío Gómez   |    |                      |     |     |

| A mérkőzés játékosa: Harry Kane (England) Asszisztensek: Redván Ásik (marokkói) Waleed Ahmed (szudáni) Negyedik játékvezető: Norbert Hauata (tahiti) Ötödik játékvezető: Bertrand Brial (új-kaledóniai) Videóbíró: Danny Makkelie (holland) Videóbíró-asszisztens: Paweł Gil (lengyel) Sander van Roekel (holland) Mark Geiger (amerikai) |

### Anglia – Belgium
| 2018. június 28. 20:00 (20:00) |

| Anglia | 0–1               | Belgium     |
| ------ | ----------------- | ----------- |
|        | (0–0) Jegyzőkönyv | Januzaj 51' |

| Kalinyingrád Stadion, Kalinyingrád Nézőszám: 33 973 Játékvezető: Damir Skomina (szlovén) |

| Anglia | Belgium |

| KA                   | 1  | Jordan Pickford        |  |     |
| KV                   | 16 | Phil Jones             |  |     |
| KV                   | 5  | John Stones            |  | 46' |
| KV                   | 15 | Gary Cahill            |  |     |
| VKP                  | 4  | Eric Dier (csk)        |  |     |
| KKP                  | 21 | Ruben Loftus-Cheek     |  |     |
| KKP                  | 17 | Fabian Delph           |  |     |
| JSZ                  | 22 | Trent Alexander-Arnold |  | 79' |
| BSZ                  | 3  | Danny Rose             |  |     |
| KCS                  | 19 | Marcus Rashford        |  |     |
| KCS                  | 11 | Jamie Vardy            |  |     |
| Cserék:              |    |                        |  |     |
| V                    | 6  | Harry Maguire          |  | 46' |
| CS                   | 14 | Danny Welbeck          |  | 79' |
| Szövetségi kapitány: |    |                        |  |     |
| Gareth Southgate     |    |                        |  |     |

| KA                   | 1  | Thibaut Courtois (csk) |     |     |
| KV                   | 23 | Leander Dendoncker     | 33' |     |
| KV                   | 20 | Dedryck Boyata         |     |     |
| KV                   | 3  | Thomas Vermaelen       |     | 74' |
| JKP                  | 22 | Nacer Chadli           |     |     |
| KKP                  | 8  | Marouane Fellaini      |     |     |
| KKP                  | 19 | Mousa Dembélé          |     |     |
| BKP                  | 16 | Thorgan Hazard         |     |     |
| JCS                  | 18 | Adnan Januzaj          |     | 86' |
| KCS                  | 21 | Michy Batshuayi        |     |     |
| BCS                  | 17 | Youri Tielemans        | 19' |     |
| Cserék:              |    |                        |     |     |
| V                    | 4  | Vincent Kompany        |     | 74' |
| CS                   | 14 | Dries Mertens          |     | 86' |
| Szövetségi kapitány: |    |                        |     |     |
| Roberto Martínez     |    |                        |     |     |

| A mérkőzés játékosa: Adnan Januzaj (Belgium) Asszisztensek: Jure Praprotnik (szlovén) Robert Vukan (szlovén) Negyedik játékvezető: Mohammed Abdulla Hassan Mohamed (egyesült arab emírségekbeli) Ötödik játékvezető: Mohamed Al Hammadi (egyesült arab emírségekbeli) Videóbíró: Artur Soares Dias (portugál) Videóbíró-asszisztens: Paweł Gil (lengyel) Roberto Díaz Pérez (spanyol) Mauro Vigliano (argentin) |

### Panama – Tunézia
| 2018. június 28. 21:00 (20:00) |

| Panama             | 1–2               | Tunézia                      |
| ------------------ | ----------------- | ---------------------------- |
| Meriah 33' (öngól) | (1–0) Jegyzőkönyv | F. Ben Youssef 51' Hazrí 66' |

| Mordóvia Aréna, Szaranszk Nézőszám: 37 168 Játékvezető: Naváf Sukralláh (bahreini) |

| Panama | Tunézia |

| KA                   | 1  | Jaime Penedo        |       |     |
| JV                   | 13 | Adolfo Machado      |       |     |
| KV                   | 5  | Román Torres (csk)  |       | 56' |
| KV                   | 4  | Fidel Escobar       |       |     |
| BV                   | 17 | Luis Ovalle         |       |     |
| VKP                  | 6  | Gabriel Gómez       | 80'   |     |
| KKP                  | 20 | Aníbal Godoy        |       |     |
| KKP                  | 19 | Ricardo Ávila       | 78'   | 81' |
| JSZ                  | 8  | Édgar Bárcenas      |       |     |
| BSZ                  | 21 | José Luis Rodríguez |       |     |
| KCS                  | 9  | Gabriel Torres      |       | 46' |
| Cserék:              |    |                     |       |     |
| V                    | 3  | Harold Cummings     |       | 46' |
| CS                   | 18 | Luis Tejada         | 90+6' | 56' |
| CS                   | 16 | Abdiel Arroyo       |       | 81' |
| Szövetségi kapitány: |    |                     |       |     |
| Hernán Darío Gómez   |    |                     |       |     |

| KA                   | 16 | Ájmen Mászlúszí (csk)   |       |     |
| JV                   | 21 | Hamdi Nagguez           |       |     |
| KV                   | 6  | Rámí ál-Bedúí           |       |     |
| KV                   | 4  | Yassine Meriah          |       |     |
| BV                   | 5  | Oussama Haddadi         |       |     |
| KKP                  | 13 | Ferdzsání Szászí        | 44'   | 46' |
| KKP                  | 17 | Iljász esz-Szhírí       |       |     |
| KKP                  | 20 | Ghailene Chaalali       | 90+3' |     |
| JCS                  | 8  | Fakhreddine Ben Youssef |       |     |
| KCS                  | 10 | Vahbí Hazrí             |       | 89' |
| BCS                  | 23 | Naïm Sliti              |       | 77' |
| Cserék:              |    |                         |       |     |
| CS                   | 9  | Anice Badri             | 71'   | 46' |
| KP                   | 15 | Ahmed Halíl             |       | 77' |
| KP                   | 18 | Bassem Srarfi           |       | 89' |
| Szövetségi kapitány: |    |                         |       |     |
| Nabil Maaloul        |    |                         |       |     |

| A mérkőzés játékosa: Fakhreddine Ben Youssef (Tunézia) Asszisztensek: Yaser Tulefat (bahreini) Taleb Al Maari (katari) Negyedik játékvezető: Mehdi Abid Sarif (algériai) Ötödik játékvezető: Hiroshi Yamauchi (japán) Videóbíró: Tiago Martins (portugál) Videóbíró-asszisztens: Abdulramán al-Dzsasszím (Qatar) Marvin Torrentera (mexikói) Sandro Ricci (brazil) |